# تیغه قوس مهره‌ای
تیغه یا لامینا (به انگلیسی: Lamina) به قسمت پشتی (خلفی) قوس مهره‌ای گفته می‌شود. هر قوس مهره‌ای دارای دو تیغه‌است که از اتصال این دو در عقب، یک زائده خاری ایجاد می‌شود.

## نگارخانه

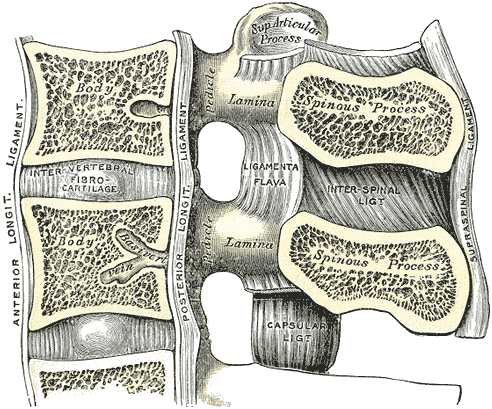
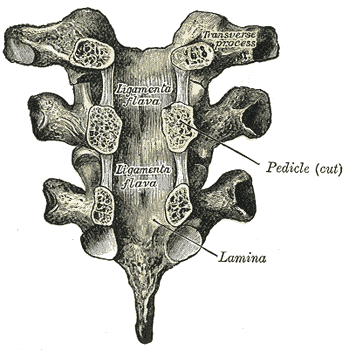
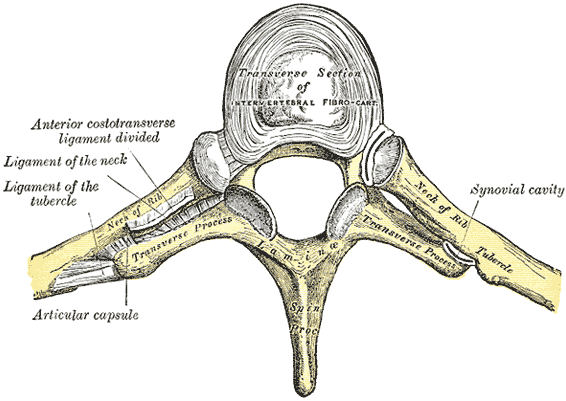